# Monumento a los Fueros
Monumento a los Fueros är ett monument i Spanien.   Det ligger i provinsen Provincia de Navarra och regionen Navarra, i den nordöstra delen av landet, 300 km nordost om huvudstaden Madrid. Monumento a los Fueros ligger 456 meter över havet.
Terrängen runt Monumento a los Fueros är kuperad österut, men västerut är den platt.Runt Monumento a los Fueros är det ganska tätbefolkat, med 78 invånare per kvadratkilometer. Närmaste större samhälle är Pamplona, 0,13 km norr om Monumento a los Fueros. Trakten runt Monumento a los Fueros består till största delen av jordbruksmark.